# Taiaro
Taiaro és un atol de les Tuamotu, a la Polinèsia Francesa, depenent de Kauehi, comuna associada a la comuna de Fakarava.

## Geografia
Està situat al centre i a l'oest de l'arxipèlag, a 65 km al nord-est de Fakarava. L'atol és de forma circular, una anella de terra de 700 m d'ample amb una superfície emergida de 3,85 km² més 1,56 km² d'esculls, i una altitud entre 3 i 4 m. La llacuna, d'11,84 km², queda tancada encara que l'aigua es renova per diversos canals. El fons de la llacuna és de sorra, amb una profunditat entre 15 i 20 m.
La vila principal és Paganie. Avui l'atol és de propietat privada de W.A.Robinson, i no és habitat permanentment, ni disposa d'infraestructures.

## Història
Taiaro vol dir literalment «perdut en el mar». Va ser descobert, el 13 de novembre del 1835, per Fitz-Roy, sent l'últim atol descobert de les Tuamotu. El 1839 el capità Wilkes el va anomenar King's Island, pel nom del mariner que el va veure primer. També s'ha conegut amb el nom de Wilkes.
L'any 1977 la UNESCO va declarar la reserva de la biosfera de l'atol de Taiaro, destacant la particularitat d'un atol completament tancat i deshabitat, i la importància i la diversitat de la fauna i la flora. Últimament hi ha una proposta per ampliar la reserva de la biosfera a tots els atols de la comuna de Fakarava.